# Celeste (compagnie aérienne)
"Reservez. Voyagez. Respirez"
Celeste était une compagnie aérienne régionale française basée sur l'Aéroport de Morlaix dans le département du Finistère en Bretagne créée pour faciliter la mobilité inter-régionale et développer les vols moyens courriers au départ des aéroports bretons comme Brest et Rennes.

## Histoire

Logotype de la Société de Participation Financière pour soutenir la création de la compagnie aérienne Celeste.

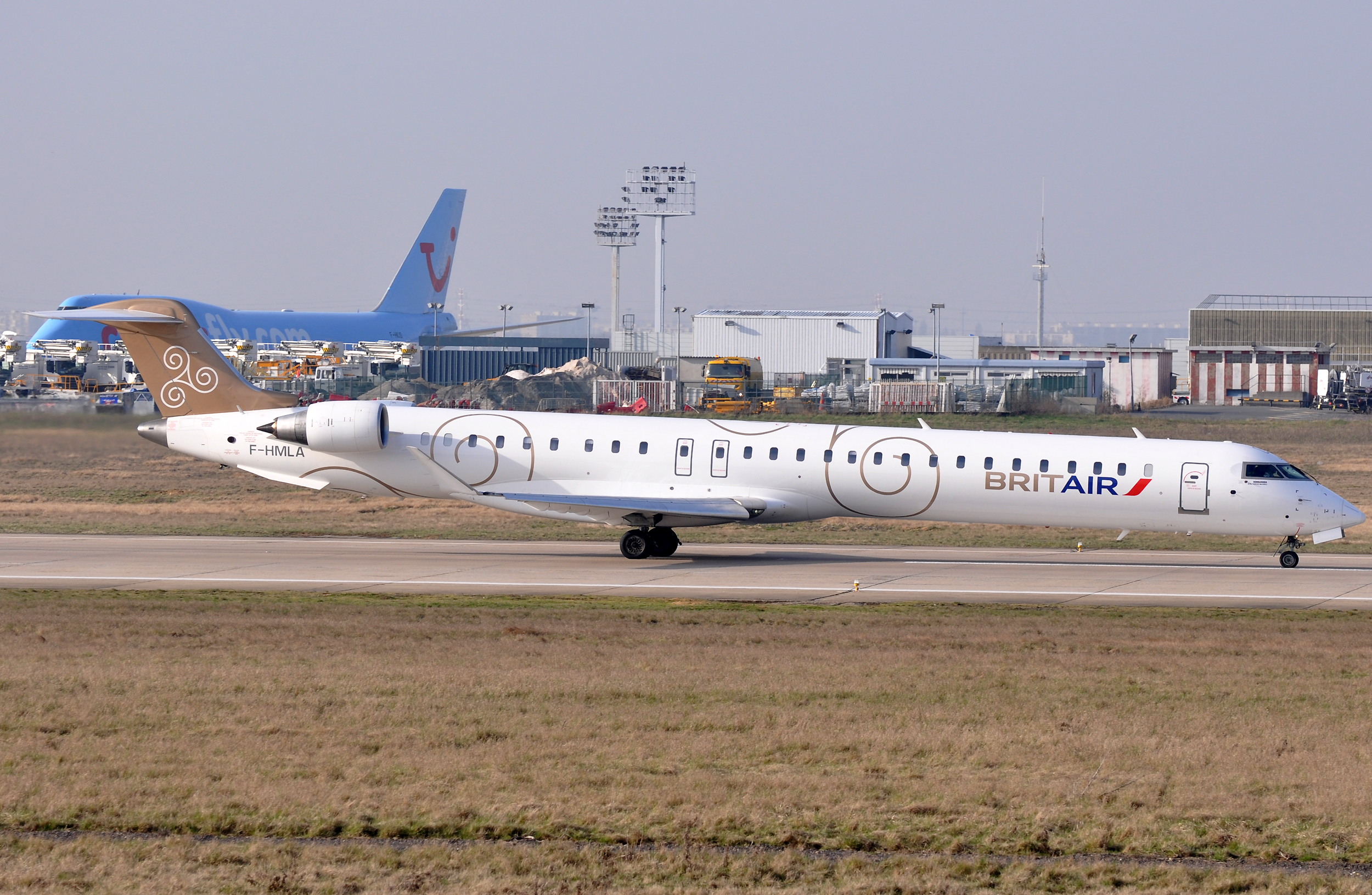
Bombardier CRJ-1000 F-HMLA aux couleurs de Brit Air en 2012 à Orly.

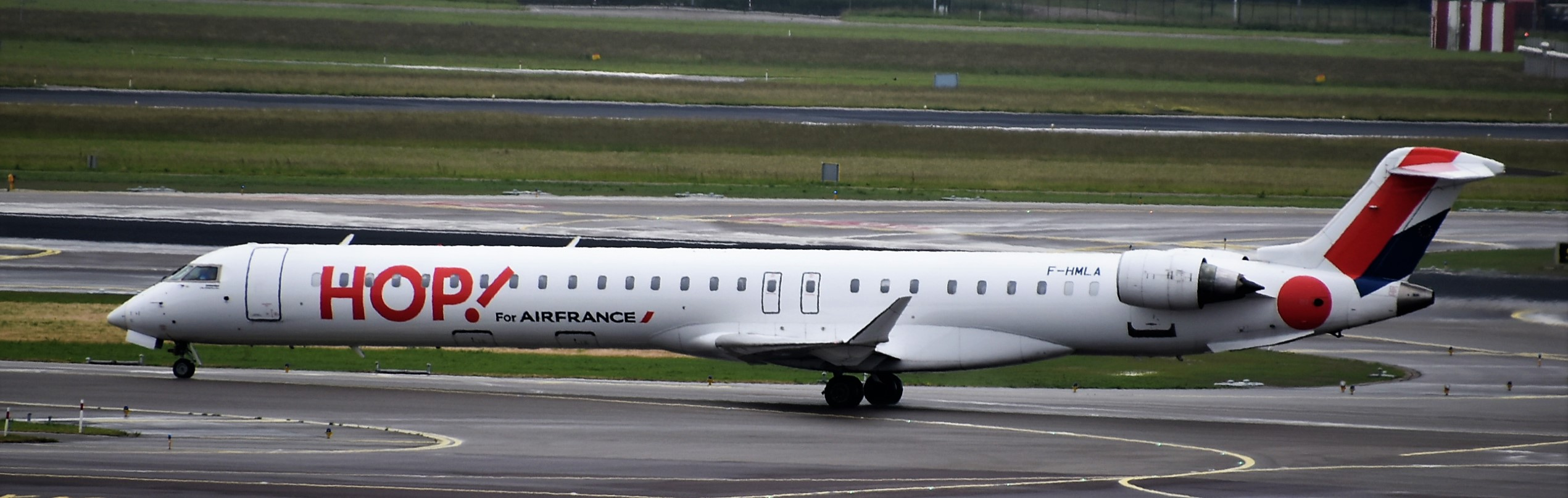
Bombardier CRJ-1000 F-HMLA aux couleurs de Hop ! en 2017 à Amsterdam.

La compagnie aérienne bretonne a été officiellement créée le 26 août 2021 par le morbihannais Bruno Besnehard (ancien patron de Vueling France et directeur Air France pour l'Île Maurice et Les Seychelles), Arnaud Jouslin de Pisseloup de Noray (Président de la société de conseil aéronautique AIM Satis) et Axel Vilaseca (dirigeant de la société de mobilité partagée de scooters électriques Troopy).
La nouvelle compagnie s'était installée le lundi 23 mai 2022 sur 185 m2 au cœur de l'ex siège social de la compagnie Hop ! sur l'aéroport de Morlaix Ploujean grâce au soutien de la Chambre de Commerce et d'industrie métropolitaine Bretagne Ouest (CCIMBO).
Elle avait pour ambition de commencer son activité avec des vols sportifs ou professionnels pour se roder avec trois appareils en location de type Bombardier CRJ-1000 de 100 places de l'ancienne flotte d'Hop !.
Elle devait commencer ses vols au départ de l'aéroport de Brest, sa base principale, vers Paris-Orly en premier lieu à la suite du départ de la compagnie Transavia France et proposer ensuite deux à trois autres destinations en province ou Europe. Elle souhaitait également desservir l'aéroport de Rennes.
Son ambition était de suivre les traces de l'ancienne compagnie bretonne Brit Air qui était basée également sur l'aéroport de Morlaix avant que celle-ci devienne Hop ! en fusionnant avec les compagnies régionales Airlinair et Régional.
Le recrutement des personnels navigants avait débuté en juillet 2022 et huit personnels navigants techniques (PNT) et onze personnels navigants commerciaux (PNC) étaient en formation dès octobre. Le Finistérien Pierre-Yves Bescond est le premier pilote de ligne de la compagnie, il affiche une forte expérience avec près de 13 500 heures de vol.
Mais pour obtenir le certificat de transporteur aérien (CTA), les autorités administratives que sont la Direction générale de l'Aviation civile (DGAC) exigeaient des garanties financières (8,3 millions d'euros) et demandaient une augmentation du capital de 3 millions d'euros alors que le capital de Celeste était d’un million d'euros.
Dès lors, la compagnie faisait appel aux entreprises bretonnes et aux collectivités dont certaines étaient déjà au capital de Celeste comme le CCIMBO, le Medef, la Confédération des petites et moyennes entreprises du Finistère (CPME 29), l'Union des industries et métiers de la métallurgie du Finistère (UIMM Finistère) et le BTP Finistère. La région Bretagne avait quant à elle validée 2 millions d'euros d’avance remboursable tout comme Morlaix Agglomération à hauteur de 550 000 €. Soixante-quatre entreprises du Nord-Finistère avaient également apporté un million d’euros au capital de Céleste.
En décembre 2022, Celeste obtenait les précieux créneaux d'exploitation (slots) pour desservir Paris-Orly au départ de Brest,  dès avril 2023 à raison de 12 vols hebdomadaires.
En janvier 2023, le capital de la compagnie était désormais de 5,6 millions d'euros.
Le certificat de transporteur
aérien (CTA) de Celeste avait été signé le 24 mars 2023 sous le no FR.AOC.0147. L'immatriculation du CRJ-1000, un ancien de la flotte de Brit Air puis Hop !, était donc possible (F-HMLA). Il ne manquait plus que la licence de vol pour exploiter la ligne Brest-Orly en concurrence avec la compagnie normande Chalair qui avait également obtenu des créneaux d'exploitation pour Orly.
En juin 2023, Celeste obtient finalement 1 million d'euros de la région Bretagne mais aussi 500 000 € par Brest Métropole et 2 millions d'euros par Morlaix communauté.
Le CRJ-1000 immatriculé F-HMLA était arrivé le 16 novembre en Région Bretagne après un vol de 2 heures et 9 minutes depuis Ljubljana (Slovénie). Il allait passer quelques semaines à Dinard pour y recevoir sa nouvelle peinture à la livrée Celeste (jaune et vert foncé) et les derniers préparatifs chez Sabena Technics.
Celeste espérait un commencement des rotations vers Orly en janvier 2024 à la suite du désengagement de Chalair et son ATR-72 puis au printemps 2024 conséquence de l'attente de sa licence.
Mars 2024, la compagnie était sérieusement en danger, seule la signature du ministre des transports Patrice Vergriete permettrait à la compagnie de démarrer ses opérations. Ce même mois, la compagnie perdait ses créneaux à Orly envisageant dorénavant une liaison Brest - Nice en concurrence avec Volotea,,,.
La DGAC sortait alors de son silence en expliquant que Celeste n'avait pas les garanties financières pour le moment sachant qu'en plus, les capitaux étaient publics, faisant alors de Celeste non plus une compagnie privée mais publique. Le CTA était suspendu par la DGAC.
La compagnie aérienne Celeste en proie à des difficultés financières, avait été placée en redressement judiciaire par le tribunal de commerce de Brest, dans une décision rendue mardi 14 mai 2024,, puis en liquidation judiciaire le 25 juin 2024  sonnant l'arrêt complet de l'aventure bretonne Celeste,.
En août 2024, Bruno Besnehard diffusait un message final sur le réseau social LinkedIn:
« Il y a cinq semaines, le Tribunal de Commerce de Brest ouvrait une procédure de liquidation à l'encontre de Celeste. Après de nombreux échanges avec Jordy Pagani, liquidateur, et le Crédit Agricole du Finistère, dépositaire, l'ensemble des fonds confiés à Soparfi Celeste dans le cadre de l'augmentation de capital de Soparfi Celeste ont été restitués aux souscripteurs. Ma mission au service de ce projet s'achève et je procède ce jour à la dissolution de la société. Je remercie toutes et tous qui ont soutenu ce projet de leur confiance. La vision était là, l'ambition était là, l'énergie était là, le collectif était là, mais pas tous au même moment, et parfois un peu trop peu ou un peu trop tard. La page se tourne. Merci et kenavo ! »
La compagnie bretonne Celeste est mort-née sans avoir fait voler un seul avion et a englouti presque 850 000 € d’argent public dont 338 420 € de la communauté d'agglomération Morlaix Communauté et 500 000 € injectés par la Chambre de commerce et d'industrie de Morlaix, toutes deux liées à un désir de revanche de la disparition de la florissante compagnie aérienne morlaisienne Brit Air.

## Le réseau
Bien que la compagnie n'avait pas pu voler, elle avait annoncé vouloir effectuer les lignes suivantes:
- Brest - Paris Orly (12 vols par semaine),
- Brest - Toulouse (3 vols par semaine),
- Brest - Nice.

## Flotte
- Bombardier CRJ-1000EL immatriculé F-HMLA, aux couleurs de Celeste, nom de baptême "Baie de Morlaix"[37],[38].